# Поццо, Витторио
Витто́рио По́ццо (итал. Vittorio Pozzo; 2 марта 1886, Турин — 21 декабря 1968, Турин) — итальянский футбольный тренер. Единственный двукратный чемпион мира по футболу в статусе главного тренера (1934 и 1938). В 1936 году Поццо привёл сборную к победе на Олимпиаде в Берлине. Автор схемы игры, названной «Методо».

## Биография
Витторио Поццо родился 2 марта 1886 года в небогатой семье в Турине. Родители, желавшие дать сыну хорошее образование, отдали его в лицей Кавур Витто, где он обучался. Там он познакомился с футболом. Во время учёбы Поццо выступал за любительские клубы «Лаго Маджоре» и «Ровету». Позже он уехал продолжать обучение в Швейцарию. Там он выступал за местный клуб «Грассхоппер», в котором провёл 1 сезон. В 1906 году Поццо вернулся в Турин, где стал играть за «Торино».
После того, как Витторио получил диплом, он стал много путешествовать. В этом ему помогало знание иностранных языков, обучение которым легко ему давалось. Поццо смог побывать во Франции и на родине родоначальников футбола, Англии. На Туманном Альбионе Витторио посещал матчи лучших команд страны, заводил знакомства с главными футбольными специалистами, часто общался с тренерами клубов.
В 1912 году Поццо вернулся в Италию. Там он стал работать в клубе «Торино», куда его пригласил его друг, президентом команды. Несмотря на то, что Поццо выполнял тренерские функции в клубе, он занимал должность технического директора. Помимо тренировок клуба, Поццо работал в компании «Пирелли», где стал генеральным директором. Ещё одним местом работы Поццо была Федерации Футбола Италии, где он занимал должность секретаря.
В 1912 году Поццо был назначен на пост комиссара сборной Италии, став первым единоличным тренером национальной команды. Поццо полагалось подготовить сборную к Олимпиаде в Стокгольме, где его команда выступила неудачно, уступив Финляндии 2:3. Всего в тот период руководство Поццо сборной Италии, команда провела 3 игры, проиграв в 2-х из них. После этой неудачи, Поццо вернулся на работу в «Пирелли».

## Характеристика
Главной чертой Поццо-тренера был полный анализ сильных и слабых черт соперника. Также Поццо отличался очень добрым характером по отношению к своим футболистам.

## Достижения

### Тренер

#### Сборная Италии
- Обладатель Кубка Центральной Европы: 1927-1930, 1933-1935
- Чемпион мира: 1934, 1938
- Чемпион Олимпийских игр: 1936

#### Личные
- 13-е место рейтинге лучших тренеров в истории футбола по версии World Soccer: 2013[4][5]